# Turó de l'Escletxa
El Turó de l'Escletxa és una muntanya de 447 metres que es troba al municipi de Castellbell i el Vilar, a la comarca catalana del Bages.
Al cim podem trobar-hi un vèrtex geodèsic (referència 282114001).
Aquest cim està inclòs al llistat dels 100 cims de la FEEC. 